# Адашев, Алексей Фёдорович

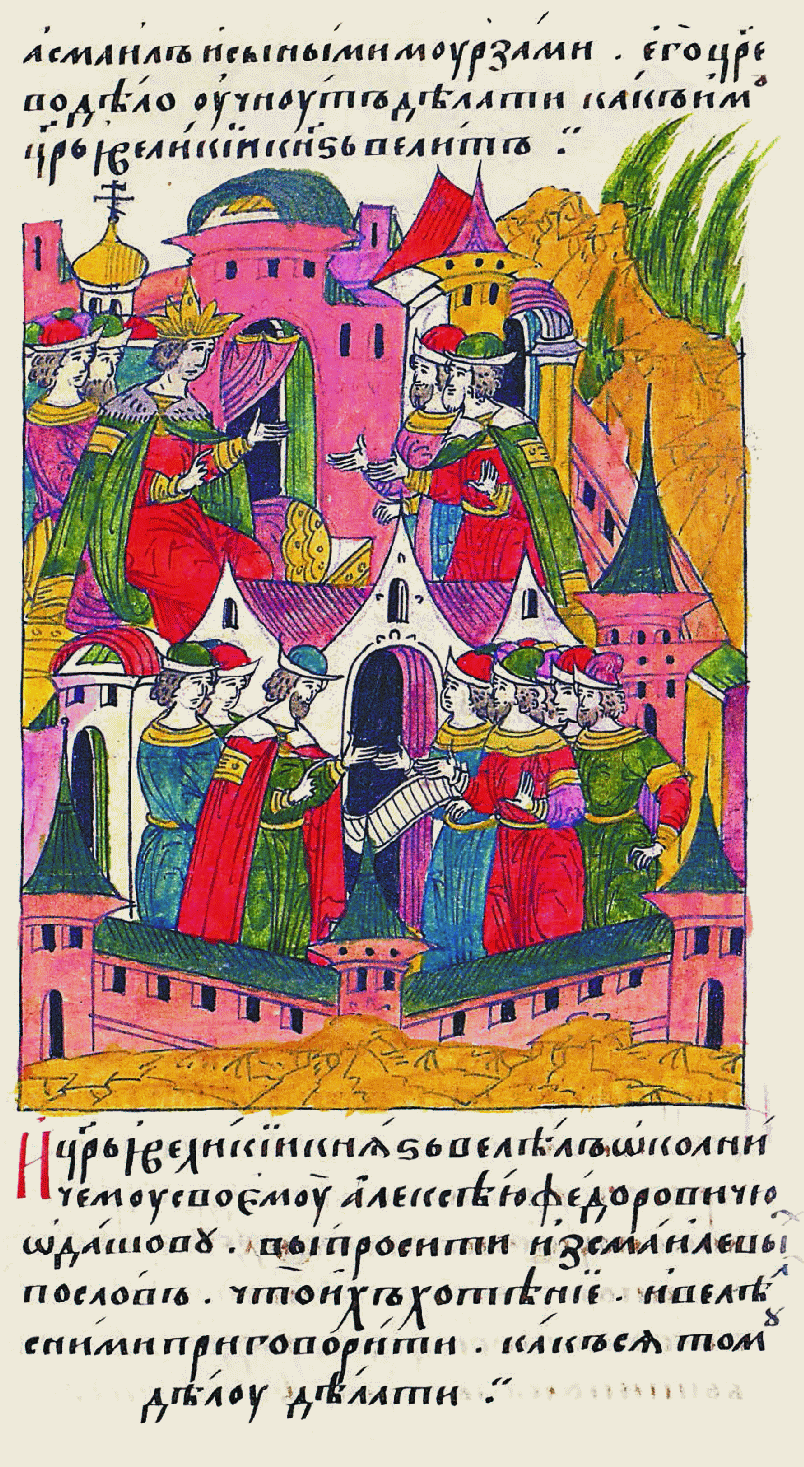
Лицевой летописный свод: «И царь и великий князь велел окольничьему своему Алексею Фёдоровичу Адашеву выпросить у послов Исмаила, каково их желание, и велел с ними решить, как то дело делать»

Алексе́й Фёдорович Ада́шев (1510 — 1561, Юрьев-Ливонский) — окольничий, воевода, приближённый царя Ивана Грозного. Также являлся начальником Челобитного приказа, постельничим и хранителем личного архива царя вместе с печатью «для скорых и тайных дел».

## Биография
Отец — боярин, окольничий Адашев, Фёдор Григорьевич.
Впервые Адашев упоминается 3 февраля 1547 года вместе с братом Даниилом на свадьбе царя Ивана Грозного в должности ложничего и мовника, то есть, он стелил брачную постель государя и сопровождал новобрачного в баню.
Большим влиянием на царя Адашев стал пользоваться вместе со знаменитым благовещенским священником Сильвестром после страшных московских пожаров (в апреле и в июне 1547 г.) и убиения возмутившимся народом царского дяди князя Юрия Васильевича Глинского.
Эти события, рассматриваемые как расплата, произвели нравственный переворот в молодом впечатлительном царе. Вот, что говорит он сам: «Вошёл страх в душу мою и трепет в кости мои, смирился дух мой, умилился я и познал свои согрешения».
С этого времени царь, нерасположенный к знатным боярам, приблизил к себе двух неродовитых, но лучших людей своего времени, Сильвестра и Адашева. Иван нашёл в них, а также в царице Анастасии Романовне и в митрополите Макарии нравственную опору и поддержку.
Время так называемого правления Сильвестра и Адашева было временем широкой и благотворной государственной деятельности (созыв 1-го земского собора для утверждения Судебника в 1550 году, созыв церковного собора Стоглава в 1551 году, покорение Казани в 1552 году и Астрахани (1556 год); дарование уставных грамот, определивших самостоятельные суды общин; большое разверстание поместий, упрочившее содержание служилых людей (в 1553 году).
В 1550 году Иван IV пожаловал Адашева в окольничие.
А. Ф. Адашев руководил работами по составлению официальной «разрядной книги» и «государева родословца», редактировал материалы официальной летописи — «Летописи начала царствования».
Выделялась и дипломатическая деятельность Адашева по ведению множества возлагавшихся на него переговоров: с казанским царём Шиг-Алеем (1551 и 1552), ногайцами (1553), Ливонией (1554, 1557, 1558), Польшей (1558, 1560), Данией (1559). Значение Сильвестра и Адашева при дворе создало им и врагов, из коих главными были Захарьины, родственники царицы Анастасии. Его враги особенно воспользовались неблагоприятно для Адашева сложившимися обстоятельствами во время болезни царя в 1553 году.
Опасно заболев, царь написал духовную и потребовал, чтобы двоюродный брат его, князь Владимир Андреевич Старицкий и бояре присягнули его сыну, младенцу Дмитрию. Но Владимир Андреевич отказался присягать, выставляя собственные права на престол по смерти Иоанна и стараясь составить себе партию.

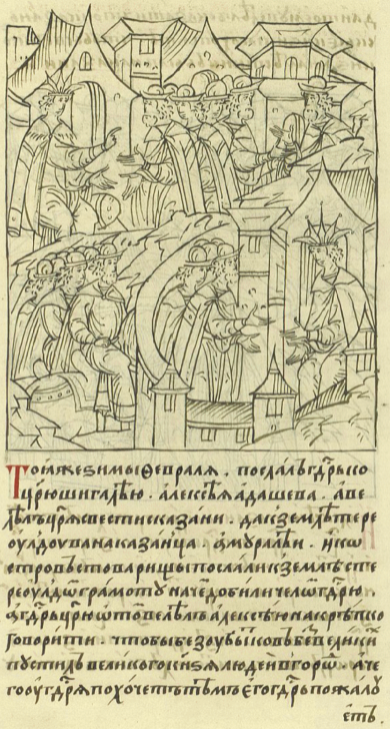
Иван IV посылает Алексея Адашева к Шаху-Али, Адашев приезжает в Казань

Сильвестр, видимо, склонялся на сторону Владимира Андреевича. Алексей Адашев, правда, присягнул беспрекословно Дмитрию, но отец его, окольничий Фёдор Адашев, прямо объявил больному царю, что они не хотят повиноваться Романовым, которые будут управлять за малолетством Дмитрия.
Иоанн выздоровел и уже другими глазами стал смотреть на предавших его друзей. Равным образом сторонники Сильвестра потеряли теперь расположение царицы Анастасии, которая могла подозревать их в нежелании видеть её сына на престоле. Однако царь в первое время не обнаруживал враждебного чувства или под радостным впечатлением выздоровления, или из боязни затронуть могущественную партию и порвать старые отношения, а в 1553 году пожаловал Фёдора Адашева боярской шапкой.
Поездка царя в Кирилло-Белозерский монастырь, предпринятая в 1553 году с царицей и сыном Дмитрием, сопровождалась обстоятельствами, также неблагоприятными для Адашева: во-первых, дорогой скончался (утонул) царевич Дмитрий, и тем исполнилось предсказание Максима Грека, переданное царю Адашевым, во-вторых, Иоанн увиделся во время этой поездки с бывшим коломенским владыкой Вассианом Топорковым, любимцем отца Ивана IV, и, конечно, беседа Вассиана была не в пользу Сильвестра и его партии.
С того времени царь стал тяготиться своими прежними советниками и поступал по-своему: Ливонская война была начата вопреки Сильвестру, который советовал завоевать Крым. Болезненная подозрительность Ивана IV, усиливаемая наговорами враждебных партии Сильвестра людей, вражда сторонников Сильвестра к Анастасии и её родным, неумелое старание Сильвестра сохранить влияние на царя постепенно привели к полному разрыву Иоанна с его прежними советниками.
До опалы в 1560 году заведовал Царским архивом.
В мае 1560 года отношение царя к Адашеву было таково, что последний нашёл неудобным оставаться при дворе и отправился в почётную ссылку в Ливонию 3-м воеводой Большого полка, предводимого князем Мстиславским и Морозовым. По смерти царицы Анастасии († 7 августа 1560 года) нерасположение Ивана IV к Адашеву усилилось; царь приказал перевести его в Дерпт и посадить под стражу. Здесь Адашев заболел горячкой и через два месяца скончался. Естественная смерть спасла его от царской расправы, так как в ближайшие годы все родственники Адашева были казнены. Так и закончилась династия Адашевых.

## О земельных владениях Адашевых
В дореволюционной исторической литературе было довольно широко распространено мнение о происхождении А. Ф. Адашева из среды «бедных дворян». Н. П. Лихачёв, впервые привлёкший генеалогические данные, показал, что Адашевы были богатыми костромскими вотчинниками, происходивших из рода костромских бояр Ольговых. Советский исследователь С. О. Шмидт, также пришёл к выводу о том, что Алексей Адашев происходил из рода богатых землевладельцев и был связан с боярством и остальными служилыми людьми.
В 1590 г. возникло дело по челобитью новгородских помещиков С. Е. Парского и О. С. Молотеинова, об отделе им в Бежецкой пятине порозжих земель в додачу к их поместным окладам. В данном деле помещена выпись из отдельных книг Е. С. Белкина-Отяева и подьячего Ш. Баучарова 7069 (1560—1561 г.) с сообщением об отведении в Топальской волости земель А. Ф. Адашева и Д. Ф. Адашева «в вотчину против их вотчины и купель, и матери их вотчины приданные переславские, и Даниловы приданные вотчины». В данном случае это была «опальная дача» А. Ф. и Д. Ф. Адашевых «за опалу зачитали по четвертем, мерили мох и болота, и отделяли им тот мох и болота в пашни место». Из выписи следует, что С. Е. Парскому в 1571—1572 г. было отделено поместье в 190 четей в Топальской волости «из Настасьина поместья Олексеевы жены Адашева». Общие размеры владений Адашевых в Топальской волости Бежецкой пятины, составили 265 обеж в одном поле, а в трёх полях — 795 обеж, то есть, 3975 десятин, взамен имевшихся вотчин. Сохранилвсь жалованная грамота И. В. Шереметьеву от 9 октября 1560 года, по которой ему передавалась костромская вотчина А. Ф. Адашева — село Борисоглебское со слободою Бошаровою, 55 деревнями и сельцом, насчитывающая по писцовым книгам А. Дашкова 1551—1552 г. середней и худой земли 1534 десятины в трёх полях.
Топальская волость была избрана Иваном Грозным для «опальной дачи» Адашевым не случайно. Эта волость в прошлом принадлежала И. В. Ляцкому, активному участнику заговора Михаила Глинского в 1534 г. против правительства матери Ивана IV Елены Глинской. После бегства в Литву И. В. Ляцкого эта волость была передана И. П. Головину, тому самому Головину, который на глазах у малолетнего Грозного драл на митрополите Макарии мантию, о чём царь не мог забыть спустя много лет. И. В. Ляцкого и И. П. Головина связывали к тому же с Адашевыми и родственные узы. И. В. Ляцкий по отцу являлся двоюродным братом И. Ю. Захарьина, а исследователями уже давно отмечен факт родственной близости между Захарьиными и Адашевыми, сыгравший большую роль в возвышении Адашевых при дворе Ивана Грозного. И. П. Головин был женат на дочери А. Ф. Адашева — Анне.
Таким образом, «пожалование» Топальской волости в 1560 г. Адашевым было сделано совершенно в духе грозного царя. «Собаке-изменнику» Адашеву давалась волость, бывшая прежде за «изменниками» И. В. Ляцким и И. П. Головиным, находившимся к тому же в родственных отношениях с Адашевыми.

## Жизнь А. Ф. Адашева в опале
«Пискарёвский летописец» говорит о царской опале на Адашевых как о времени, когда «почал множитца грех земской и опришнина зачинатися». В этой части «Пискарёвского летописца» относительно жизни А. Ф. Адашева в опале в Юрьеве-Ливонском сказано следующее: «А житие его было: всегда пост и молитва безспрестани, по одной просвире ел на день. И посла его убити князь велики. Пригнал гонец убити, а он преставился за день и лежит в гробу». Иван IV имел основания придерживаться противоположного мнения о поведении А. Ф. Адашева и его сторонников после крушения так называемой «Избранной рады». В своём первом послании к князю А. М. Курбскому он писал: «исперва же убо казнью конечною ни единому коснухомся; всем же убо, иже к ним не приставшим, повелехом от них отлучатися, и к ним не пристаяти, и сию убо заповедь положивше и крестным целованием утвердихом; и понеже убо от нарицаемых тобою мучеников и согласных им наша заповедь ни во что же положися и крестное целование преступивше, не токмо осташа от тех изменников, но и болми начаша им помогати и всячески промышляти, дабы их на первый чин возвратити и на нас лютейшее составити умышления… сего ради повинныя по своей вине тако суть прияли».
Из этих слов Ивана IV Грозного следует, что борьба группировок внутри господствующего класса после отстранения от власти А. Ф. Адашева и Сильвестра не только не утихла, а, наоборот, обострилась. А. Ф. Адашев и Сильвестр не оставляли надежды вернуть первенствующее положение в управлении Русским государством. Их сторонники вели интриги и собирали силы «дабы их на первый чин возвратити».

## Семья
- Отец: Адашев, Фёдор Григорьевич (ум. 1556)
- Брат: Адашев, Даниил Фёдорович (ум. 1561)
- Жена: Анастасия[22] Захаровна Сатина[23].
- № дочь[24] единственная дочь Анна Алексеевна была женой окольничего Ивана (большого) Петровича Головина[25].

В синодике Московского Чудова монастыря на стр. 115 имеется запись: «род Алексея Фёдоровича Адашева: Григория. Агрипину. Схимника Евсигнея. Конана. Оулианию. Данила. Петра. Тарха. Иноку Александру»